# 高松空襲

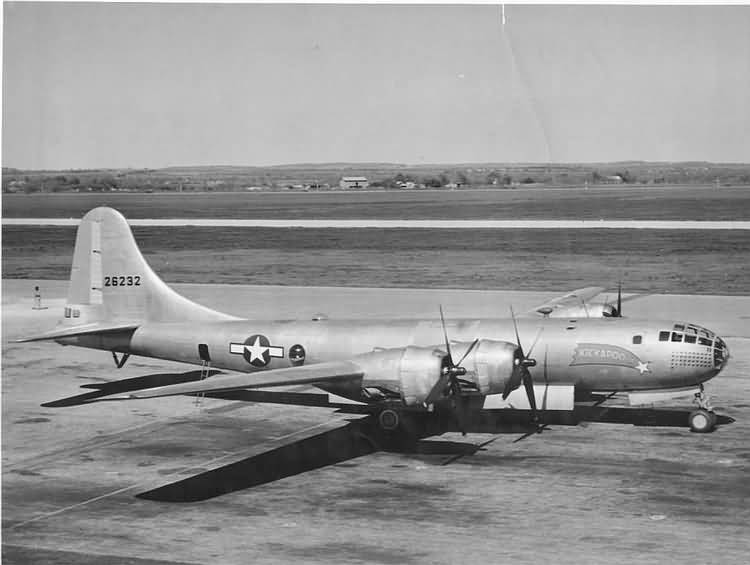
空爆を行ったB-29爆撃機

高松空襲（たかまつくうしゅう）は、第二次世界大戦中の1945年（昭和20年）7月4日の午前2時56分から午前4時42分にかけてアメリカ軍により行われた香川県高松市に対する空襲（戦略爆撃）である。この空襲では連合軍のアメリカ軍の爆撃機・ボーイングB-29およそ116機が用いられ、爆撃を受けた高松市では空襲警報が解除された後の不意打ちであった。

## 概要
1945年（昭和20年）7月3日午後4時23分（日本時間）、マリアナ諸島のグアム・サイパン・テニアンの3島4基地から、姫路・徳島・高知、そして高松への爆撃のため501機のB-29爆撃機が出撃し、硫黄島を経由して、それぞれの都市へと向かった。翌日未明、116機のB-29が高松市の上空に飛来。午前2時56分から同4時42分まで、焼夷弾などの爆撃を続けた。市街地の約80%が焦土と化し、1359人が死亡。高松赤十字病院は、絨毯爆撃によって全焼。入院患者は当直していた従業員の看護婦、医師等と共に全滅したとみられる。高松市立四番丁小学校も全焼。
当時、香川県には木田郡林村の高松飛行場(後の旧高松空港)に明野教導飛行師団の戦闘機隊(五式戦装備)と第10飛行師団隷下の飛行第28戦隊(百式司偵装備)が、三豊郡詫間には海軍の水上機部隊が駐屯していた。しかし詫間の部隊は水上偵察機や飛行艇の部隊で迎撃戦は不可能であり、さらに陸軍部隊は戦力温存の方針で迎撃戦を行わなかった。
だが海軍の大村飛行場を本拠地とする第三五二海軍航空隊の築城飛行場派遣隊(月光装備)が同夜に迎撃に出ており、1機の未帰還機（高松上空でB29より被弾、志度湾に不時着、乗員は漁船で救出される）を出している。
空襲では高松市中心部以外にもその周辺地帯や軍用施設が立地していた郊外にも及んだ。
- 中心部以外の被災地区
  1. 室町・室新町・花ノ宮町
  2. 西ハゼ町・東ハゼ町
  3. 太田下町
  4. 屋島西町・屋島東町
  5. 弦打村（現・高松市弦打地区）

屋島東町の被災は屋島山頂にある獅子霊巌の部分である。またこの地区の空襲は国道21号（通称・観光道路、現・香川県道155号牟礼中新線）の高松町字帰来付近にあった屋島飛行場を狙ったと思われるもので、現に高松空襲を行った第58航空団の攻撃目標には陸軍林飛行場（Takamatu）と陸軍屋島飛行場（Kirai Airfield）も含まれていた。ただ、これらの施設の損害について後にまとめられた米軍の報告書「第21爆撃隊本部作戦任務報告書」でも目視による損害なし（Non visible）とされており、実際にも被災は無かった。
戦後30年経った1975年8月、高松病院南側の市道（北緯34度20分21.07秒 東経134度2分43.4秒）で行われていた道路工事中に、地中から抱き合った母子の白骨死体が見つかった。母子は付近に住んでいた35歳の母親と3歳の長男で、空襲で亡くなったと判明し、後日現場では慰霊祭が営まれた。

## アメリカ軍の作戦任務報告書による高松空襲の戦略概要
- 作戦名

ミッション247
- 爆撃日時

1945年7月4日午前2時56分から同4時42分（日本時間）
- 爆撃部隊

アメリカ陸軍航空軍、第21爆撃集団所属、第58爆撃団
- B-29爆撃機数

116機
- 投下した焼夷弾の種類、量
  - E46 463.4米トン
  - AN-M47A2 345.4米トン
  - AN-M64 24.3米トン

計　833.1米トン
- 高松市を攻撃の目標として選んだ理由（米軍第21爆撃隊本部作戦任務報告書）

| 「 | Located in the extreme northeast part of Shikoku on the Bisan Straits of the Inland Sea and southeast of Okayama on Honshu. Takamatsu is Shikoku's leading port. As the terminus of the railroad ferry connecting with Ano on Honshu, the city is the focal point of Shikoku's major rail and road systems, has a commanding position to the Bisan Straits, is the capital of Kagawa Prefecture and has some industrial significance due to its railroad ferry, yards and shops. Among the industries in Takamatsu are the Kurashiki Aircraft Plant, the Makita Iron Works-Chemical plant, as well as facilities for the manufacture of explosives and an oil refinery. This city's population of 111,207 (1940 figure) is in a triangular 2 1/4 square mile territory. Takamatsu is based on the water front, is highly congested (density of 49,000 per square mile), and has no effective fire breaks. | 」 |
| —2. STRATEGY AND PLANS OF OPERATION b. Importance of Targets (1) Mission Number 247, Takamatsu（21st Bomber Command Tactical Mission Report 247, 250より） | |    |

1. 本州につながる鉄道連絡船の終点、四国の主要鉄道・道路網の集中点であり、備讃瀬戸の支配的位置を占める。
2. 香川県の県都である。
3. 軍需産業の主要地である。
4. 倉敷飛行場工場・槇田鉄工所・化学工場・爆薬製造設備・石油精製設備を有する。
5. 人口密度が高い。（1940年、人口11万1207人、面積53.02km2）
6. 効果的対空砲火装置を持っていない。

高松空襲に際して米軍が決定したMPI（爆撃中心点、Mean Point of Impact）は現・国道11号高松北バイパスと高松中央商店街が交差する地点（→高松空襲爆撃中心点）。そこから半径4000フィート（1200m）の範囲が確率誤差円（照準円）であり、この範囲に高松市の重要部分が収まるように設定された。

## 被害状況

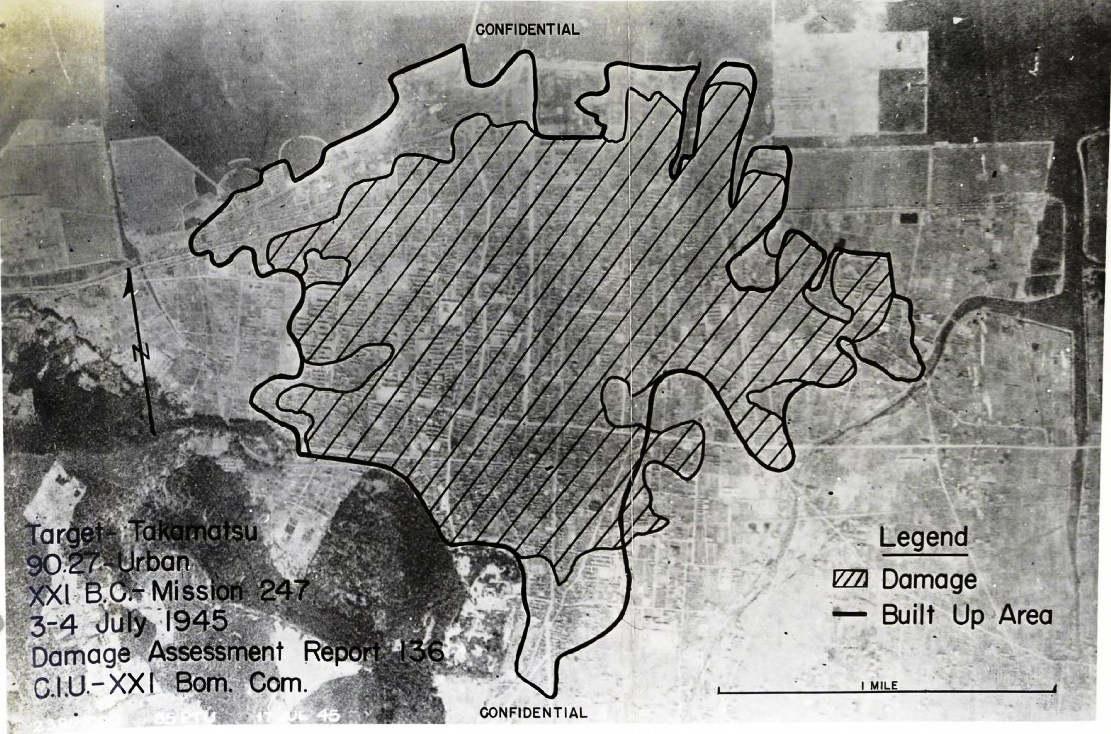
高松空襲の被災地域

- 罹災面積：3.85km2（市街地の約80%）
- 罹災戸数：1万8913戸（うち住宅1万6418戸）
  - 全焼1万8505戸（うち住宅1万6108戸）
  - 半焼408戸（うち住宅310戸）
- 罹災者数：約8万6400人
  - 死者数：1359人 (うち10歳以下の子どもが221人、11～20歳が206人[3])
  - 負傷者数：1034人
  - 行方不明者数：186人

## 主な被災建物

### 焼け残った建物
焼け残ったのは主に強固な鉄筋コンクリートで建造された建物で、被災区域との境目に当たる市街地外縁では木造建築も多く残っている。
- 高松駅（1960年8月20日の失火により焼失）
- 徴兵館（占領軍に接収→大和生命高松ビル→2005年解体→現・駐車場）
- 高松警察署（1961年高松北警察署に改称→2001年解体→現・高松家庭・簡易裁判所合同庁舎） - 新築であるが外観は旧高松警察署の意匠を踏襲している。
- 高松三越（1967年建て替え）
- 百十四銀行本店（現・同高松支店）
- 琴電瓦町駅（1996年新駅ビル建設に伴い取り壊し）
- 高松市庁（1978年建て替え）
- 可川旅館（現存） - 錦町一丁目に現存しているが旅館としては営業しておらず民家として使用されている。
- 千代田生命ビル（建て替え→現・高松センタービル）
- 高松東邦生命ビル（建て替え→GEエジソンビル→現・高松中央通りビル）
- 香川県立高松高等女学校（現香川県立高松高等学校、1991年建て替え）

### 全焼・全壊
- 琴電市内線全線
- 琴電志度線 公園前駅 - 瓦町駅
- 高松城桜御門
- 祥福寺

## 戦災復興都市計画
高松市は主要115都市に施行された戦災復興都市計画の対象となり、その一環として空襲によって灰燼に帰した中心市街地の大部分で区画整理が行われた。区画整理の施工面積は358.2ha（358万1838m2）に及び、3工区3次に分けて行われた。施行区域は塩屋町、福田町、古馬場町、片原町、今新町、大工町、桶屋町、御坊町、百間町、北古馬場町、野方町、丸亀町、外磨屋町、南紺屋町、古新町、兵庫町、一番丁、二番丁、三番丁、四番丁、五番丁、六番丁、七番丁、八番丁、九番丁、十番丁、天神前、田町、東瓦町、西瓦町、新瓦町、北亀井町、南亀井町、旅籠町、中新町、南新町、南鍛冶屋町、鶴屋町、本町、内磨屋町、上横町、通町、工町、八坂町、南瓦町、東田町、塩上町、寿町及び西内町の全域並びに築地町、新塩屋町、井口町、新通町、西通町、西新通町、内町、浜ノ丁、東浜町、新材木町、魚屋町、新湊町、玉藻町、宮脇町、松島町、花園町、栗林町、桜町、藤塚町、中野町、西の丸町、北浜町及び幸町の各一部である。区画整理の最終的な完工となる換地処分を終えたのは終戦から25年後の1970年（昭和45年）であった。
この区画整理によって江戸時代の城下町の都市構造を受け継いだ道路・街区はことごとく再配置され、中央通りや観光通り、県庁前通りなどが拡幅あるいは新たに作られた。故に戦後から現在に至るまでの高松市中心部の道路・景観などはこの時に作り出されたものである。中でも中央通りは以降高松市のメインストリートとなる通りであるが、計画当初100mであった幅員はその後50m、そして市民の反対によって現行の36mと度重なる縮小を余儀なくされた。また、高松の戦災復興土地区画整理事業の特徴として一つひとつの街区規模が比較的小さく、細い街路が密度高く配置されているため土地が細分化されており、大規模な建築物が需要を増した現代の土地利用ニーズには必ずしも合致していないなど、後世の評価においては問題点も指摘されている。

### 基礎情報
- 施行面積：358万1838m2
  - 第一工区 - 275万2054m2
  - 第二工区 - 29万5021m2
  - 第三工区 - 53万4763m2
- 施行期間：1946年（昭和21年）-1976年（昭和51年）
- 総事業費：6億4430万円
- 減歩率：合算14.57%（公共14.41%）
- 換地処分公告：
  - 第一工区一次 - 1958年（昭和33年）7月10日
  - 第一工区二次 - 1964年（昭和39年）1月25日
  - 第一工区三次、第二工区、第三工区 - 1970年（昭和45年）5月19日

### 並行事業
市街地に隣接し空襲被害を受けていながら戦災復興土地区画整理事業の対象とならなかった松島町周辺では、高松市が施工主となった松島土地区画整理事業が福岡町、松島町、花園町及び観光町の各一部に施工された。この区画整理は戦災復興土地区画整理事業とは別の事業として施行されたが、市街地との連続性や空襲被害を受けた地区であること、施行時期も戦災復興土地区画整理事業と同時（1954年-1974年）であることから事実上都心部と一体の区画整理となった。

### 当初計画実現の成否
1952年高松復興都市計画図に記された計画は以下の通り。
実現
- 高松市立中央公園・高松市立中央球場
- 香川県庁舎移転
- 二番丁公園
- 松島公園
- 亀阜公園

実現したが当初の計画とは異なるもの
- 高松高等裁判所 - 寿町の予定地には現在香川県JAビルと高松第一生命ビルディングが立地している。
- 高松国税局 - 西内町の予定地には現在日本銀行高松支店の一部が立地している。
- 高松家庭裁判所 - 玉藻町の予定地には高松市立城内中学校（2009年3月閉校）の一部が立地した。
- 四国海運局 - 玉藻町の予定地には現在玉藻町公共広場が立地している。

非実現
- 玉藻公園（三の丸・北の丸）の縮小・跡地の商業地域化 - 史跡として保存。
- 内町公園 - 全壊した香川県庁舎跡に計画されたが実現せず、土地は分割され、四国電力本店と西日本放送本社及びその駐車場が立地した。
- 塩上公園 - 築地町の予定地には高松市立築地小学校（2010年3月閉校）が立地した。